# Zara (companie)
Zara  este o companie de vânzare cu amănuntul din La Coruña, Spania, care a fost fondată în 1975 de Amancio Ortega și Rosalía Mera. Acest lanț de magazine este nava amiral a grupului Inditex, care deține și mărcile: Massimo Dutti, Pull & Bear, Oysho, Uterqüe, Stradivarius și Bershka.
Se pretinde că Zara are nevoie de doar două săptămâni, pentru a dezvolta un produs nou și să îl trimită în magazine, comparativ cu media de șase luni în industrie și lansează în jur de 10.000 de modele noi în fiecare an. Zara a rezistat trendului de mutare a producției în țările mai puțin dezvoltate. Poate că strategia sa cea mai neobișnuită a fost politica de zero publicitate, compania preferând să investească un procent din venituri, în deschiderea de noi magazine în loc. Acest lucru a dezvoltat ideea că Zara ar „copia moda” și ar face produse low cost.
Zara a fost descris de Directorul de modă Daniel Piette de la Louis Vuitton ca „posibil să fie cel mai inovator și devastator retailer din lume”.  CNN a catalogat Zara ca „fiind o poveste spaniolă de succes”.

## Istoric
Istoria timpurie
Amancio Ortega a deschis primul magazin Zara în 1975 în centrul orașului A Coruña, Galicia, Spania. Ortega a numit inițial magazinul Zorba după filmul clasic Zorba Grecul, dar după ce au aflat că se afla un bar cu același nume la două blocuri distanță, au rearanjat literele mulate pentru a forma „Zara”.  Se crede că un „a” suplimentar a venit dintr-un set suplimentar de scrisori care au fost făcute pentru companie. Primul magazin a prezentat produse asemănătoare la prețuri scăzute ale unor modele populare de îmbrăcăminte de ultimă generație. Ortega a deschis magazine suplimentare în toată Spania.  În anii 1980, Ortega a schimbat procesul de proiectare, fabricație și distribuție pentru a reduce timpii de livrare și a reacționa la noile tendințe într-un mod mai rapid, pe care l-a numit „moduri instant”.  Îmbunătățirile au inclus utilizarea tehnologiilor informaționale și utilizarea grupurilor de designeri în loc de persoane.
Expansiunea
În 1985, Amancio Ortega a înființat o companie-mamă pentru Zara înainte de a se extinde la nivel mondial, iar în 1988, compania și-a început expansiunea internațională prin Porto, Portugalia. În 1989, a intrat în Statele Unite, apoi în Franța în 1990. În anii 1990, Zara s-a extins în Mexic (1992), Grecia, Belgia și Suedia (1993).  La începutul anilor 2000, Zara și-a deschis primele magazine în Brazilia (2000);  Japonia și Singapore (2002);  Rusia și Malaezia (2003), China, Maroc, Estonia, Ungaria și România (2004); Filipine, Costa Rica și Indonezia (2005); Coreea de Sud (2008); India (2010); Taiwan, Africa de Sud și Australia (2011), Peru (2012).
În septembrie 2010, Zara și-a lansat buticul online. Site-ul a început în Spania, Marea Britanie, Portugalia, Italia, Germania și Franța. În noiembrie același an, Zara Online a extins serviciul în alte cinci țări: Austria, Irlanda, Olanda, Belgia și Luxemburg. Magazinele online au început să funcționeze în Statele Unite în 2011, Rusia și Canada în 2013, Mexic în 2014, Coreea de Sud în 2014, România în 2016, India în 2017, Brazilia în 2019 și Peru în 2020.
Zara a introdus utilizarea tehnologiei RFID în magazinele sale în 2014. Cipurile RFID se află în etichetele de securitate care sunt scoase din îmbrăcăminte atunci când sunt achiziționate și pot fi refolosite.  Cipul permite companiei să facă rapid un inventar prin detectarea semnalelor radio de pe etichetele RFID. Când un articol este vândut, depozitul este imediat notificat, astfel încât articolul să poată fi înlocuit. Un articol care nu se află pe raft poate fi găsit cu ușurință cu eticheta RFID. 
În 2015, Zara s-a clasat pe locul 30 pe lista celor mai bune mărci globale a Interbrand. 
În 2019, Zara și-a actualizat logo-ul. A fost proiectat de agenția franceză Baron & Baron.
În 2019, Global Fashion Business Journal a declarat că, în timp ce comerțul cu textile din lume a scăzut cu 2,38%, Zara a crescut cu 2,17%.
În 2019, directorul executiv Persson a declarat că marca așteaptă niveluri de chirie globale mai acceptabile pentru a-și continua expansiunea. În Europa, marca va reduce numărul locațiilor anul viitor.

## Zara în România
În anul 2012, Zara era cel mai mare retailer de îmbrăcăminte de pe piața locală, cu vânzări de 58 de milioane de euro în 2010.

## Galerie

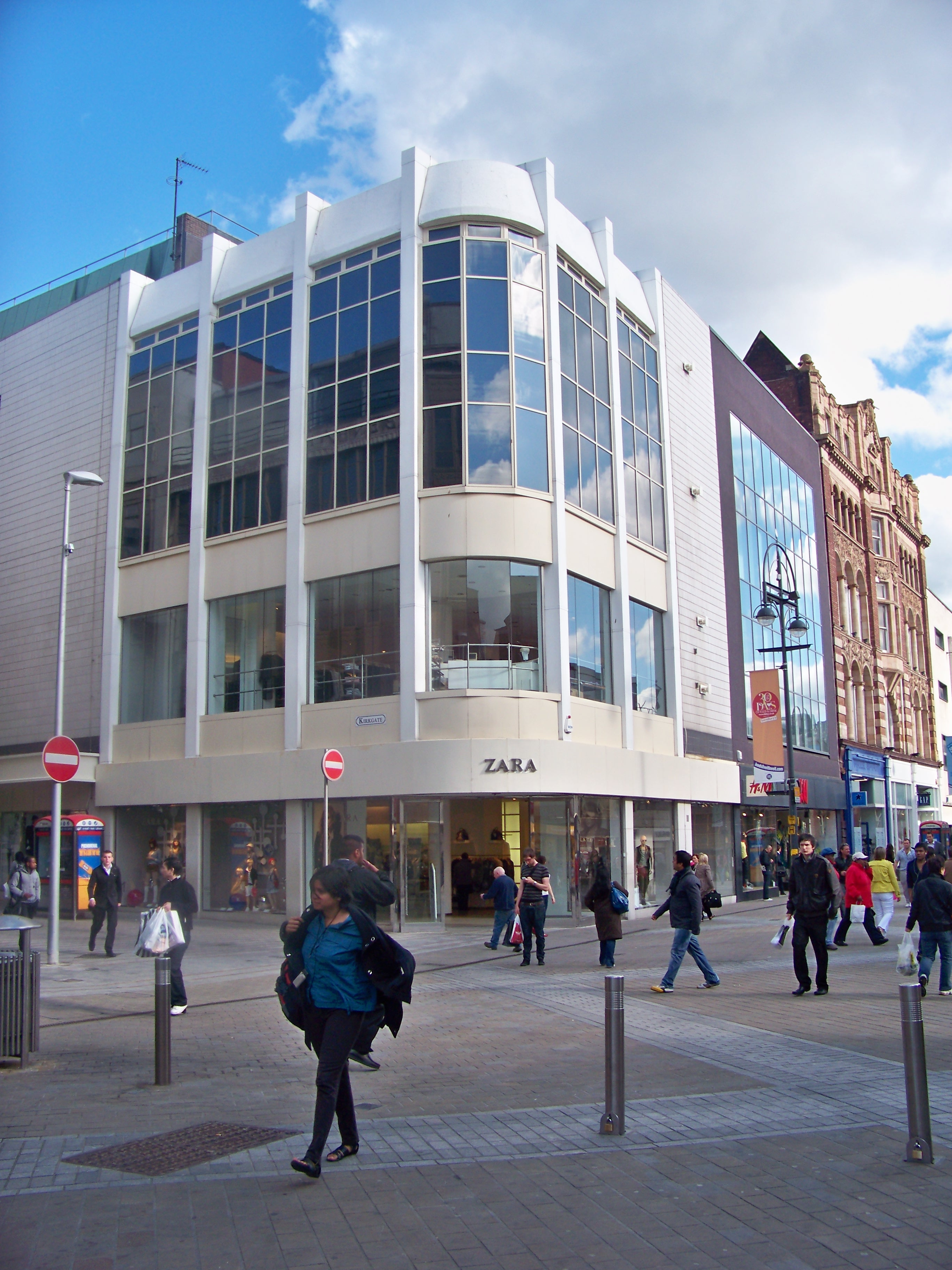
Zara pe Briggate în Leeds, UK
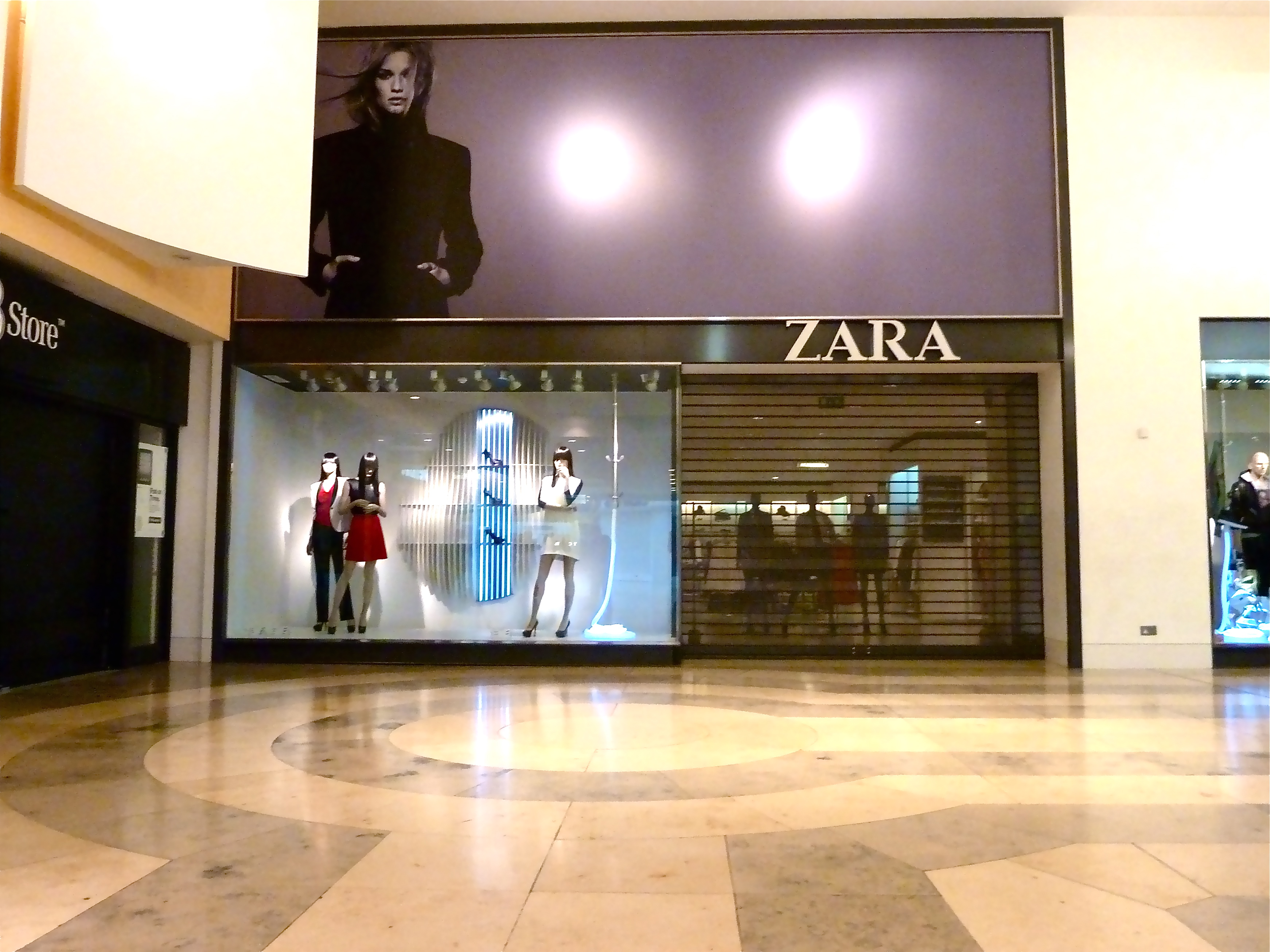
Oxford, Marea Britanie
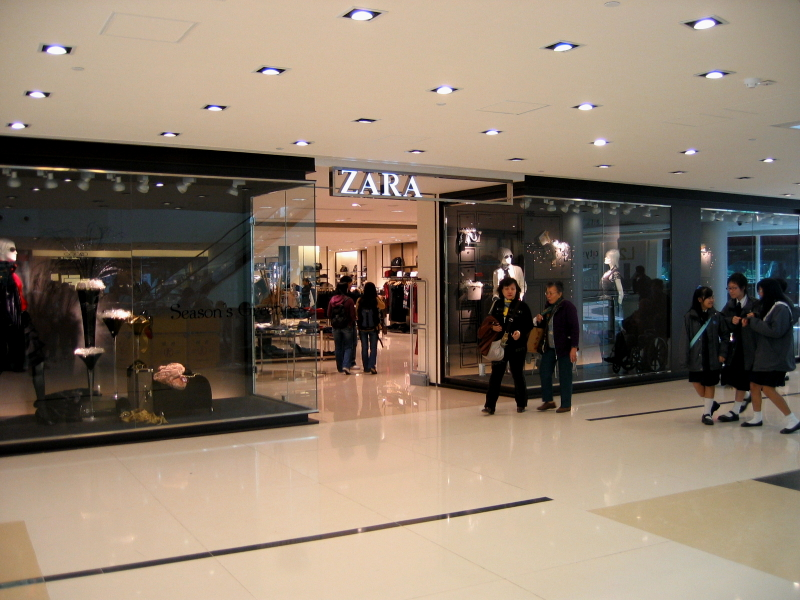
New Town Plaza, Shatin, Hong Kong
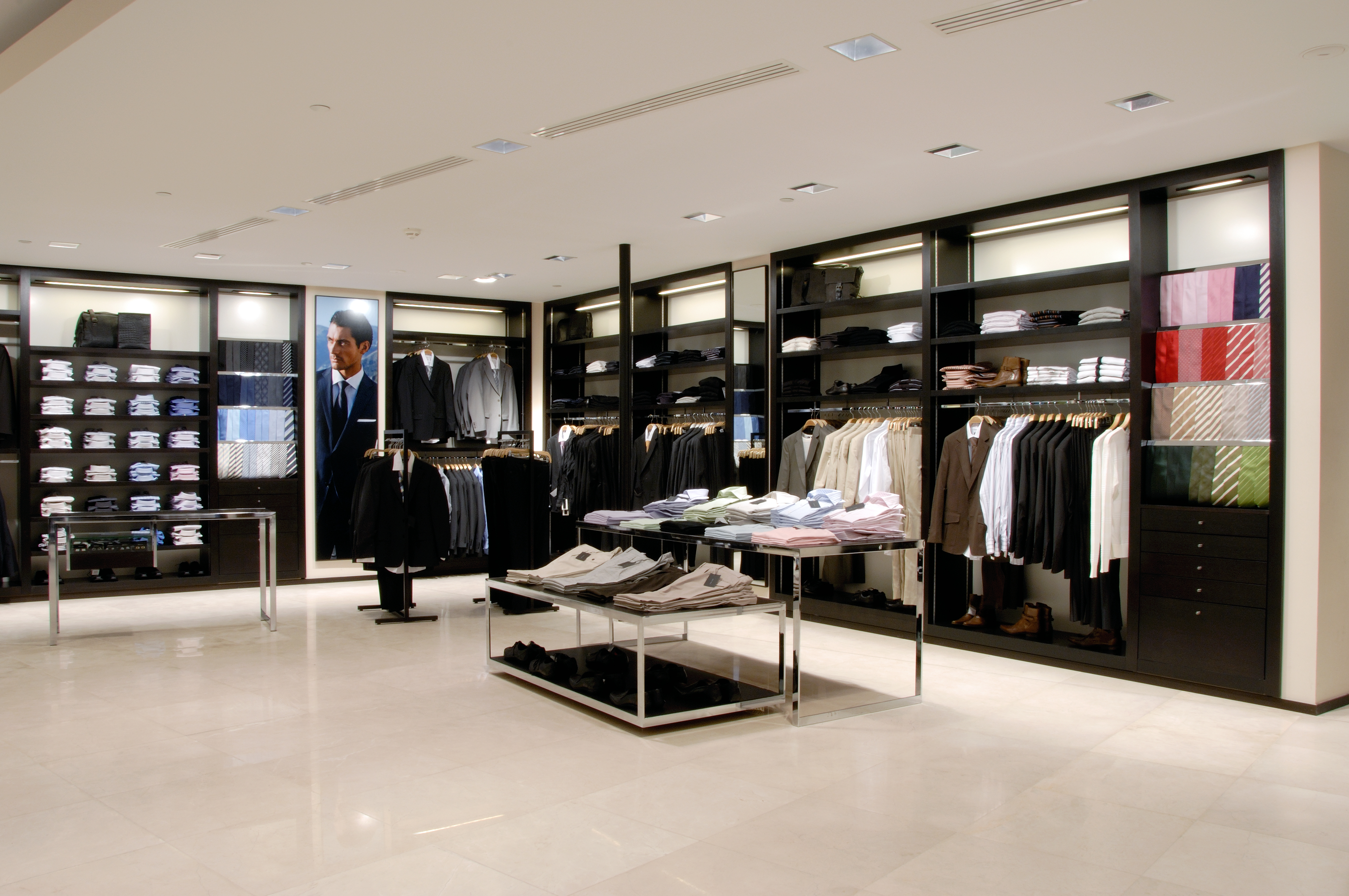
Almere, Olanda
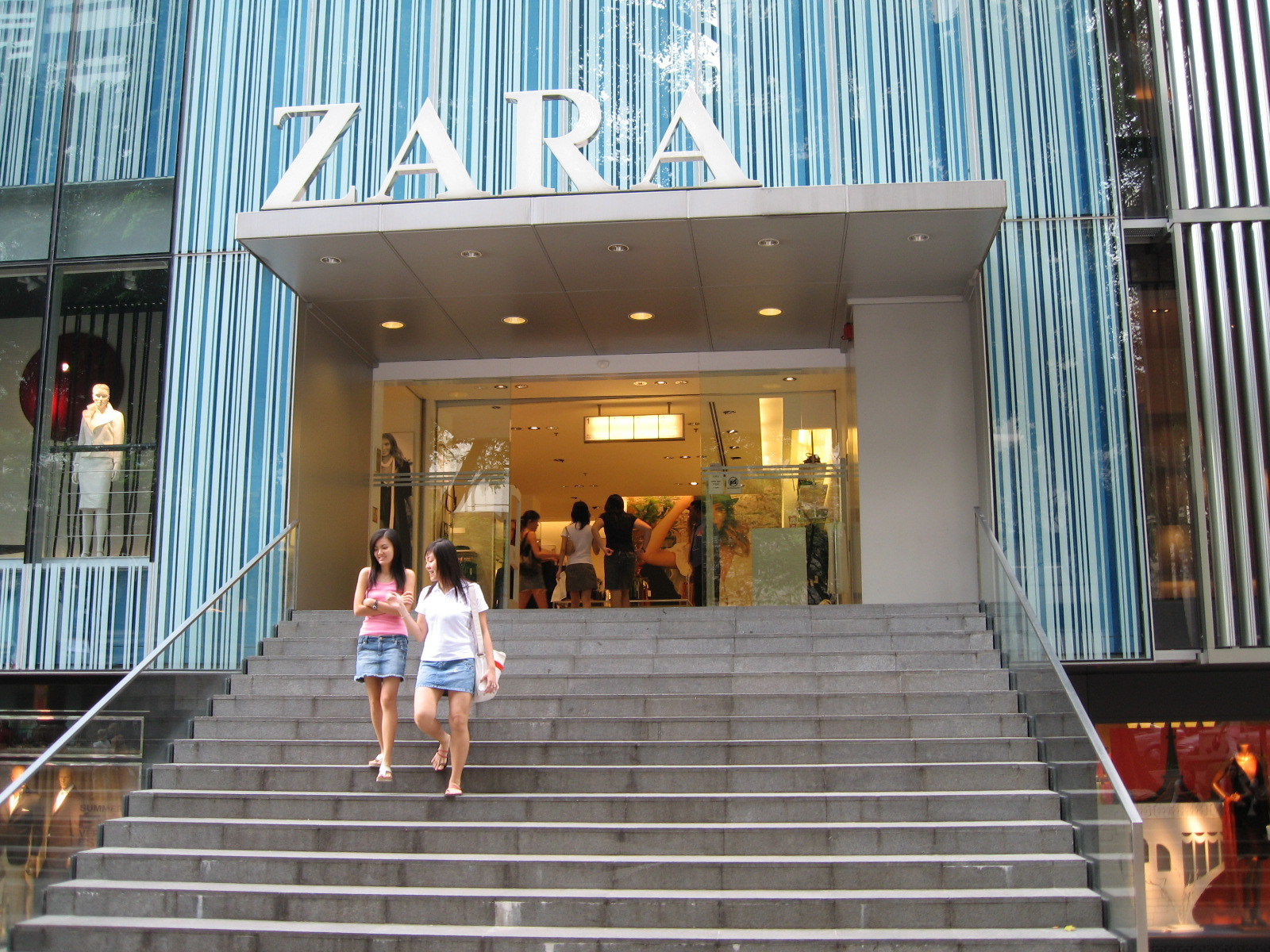
Liat Towers, Singapore
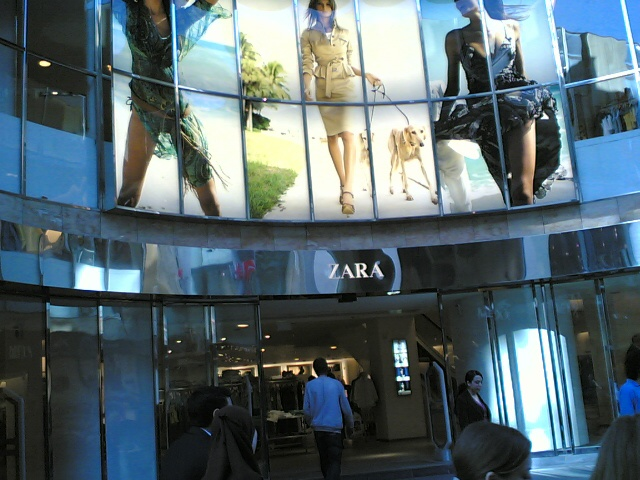
Rue Neuve, Bruxelles, Belgia
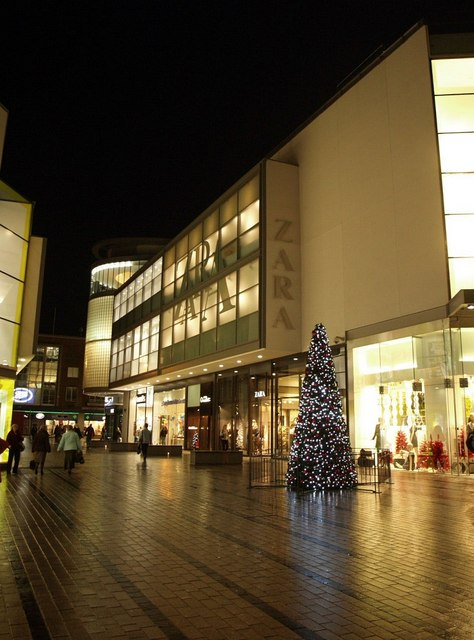
Exeter, Marea Britanie
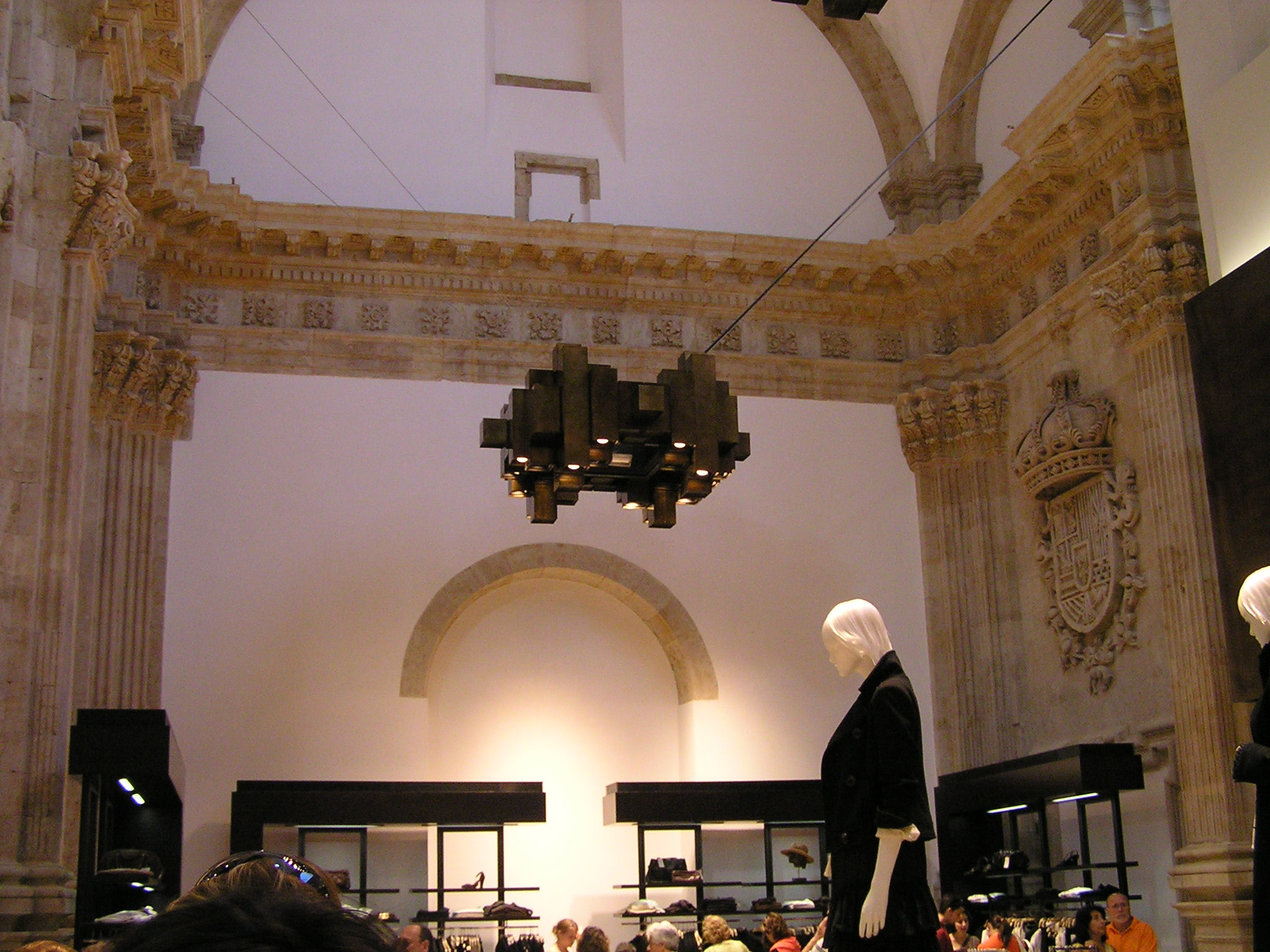
Salamanca, Spania
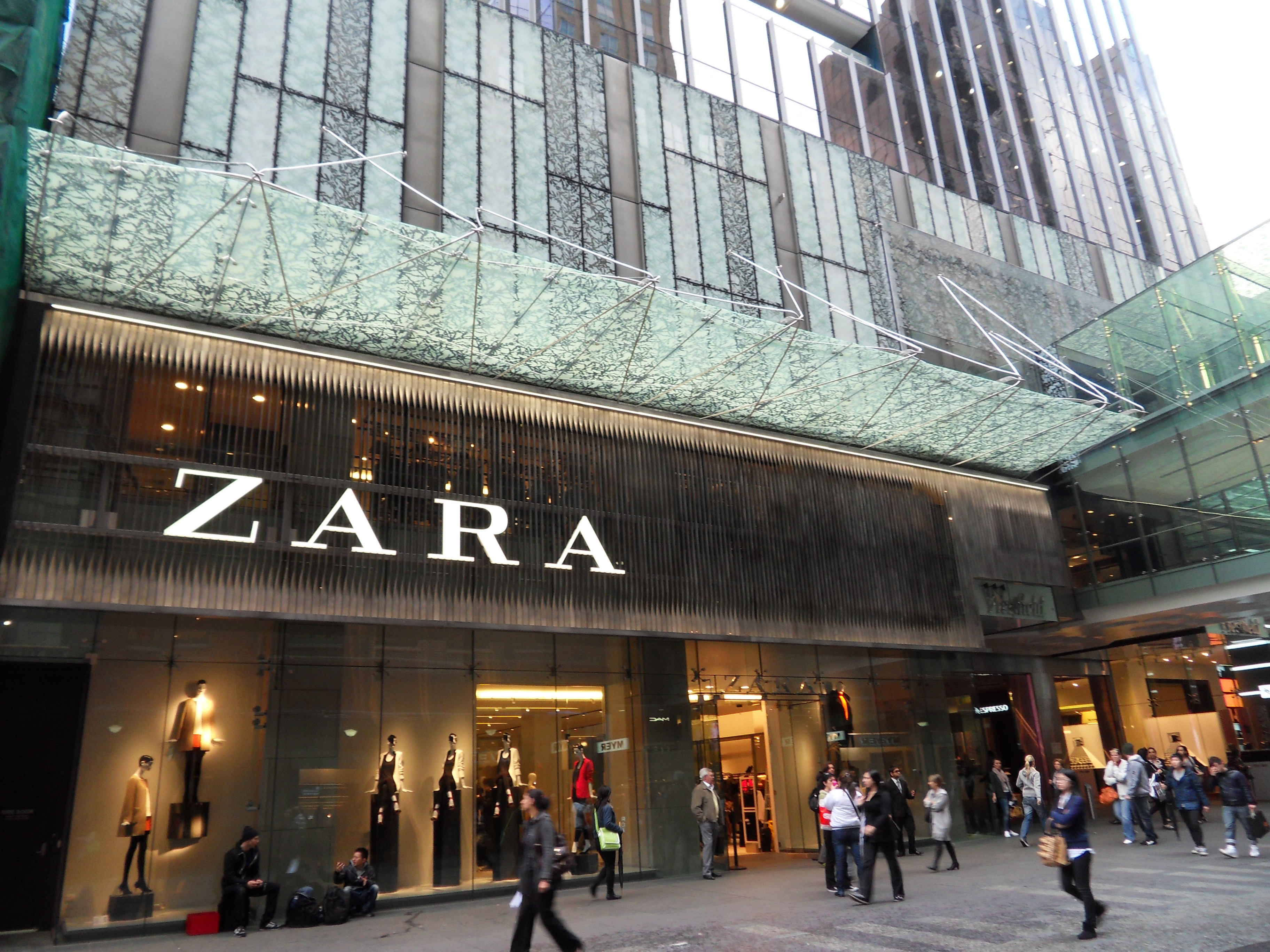
Sydney, Australia
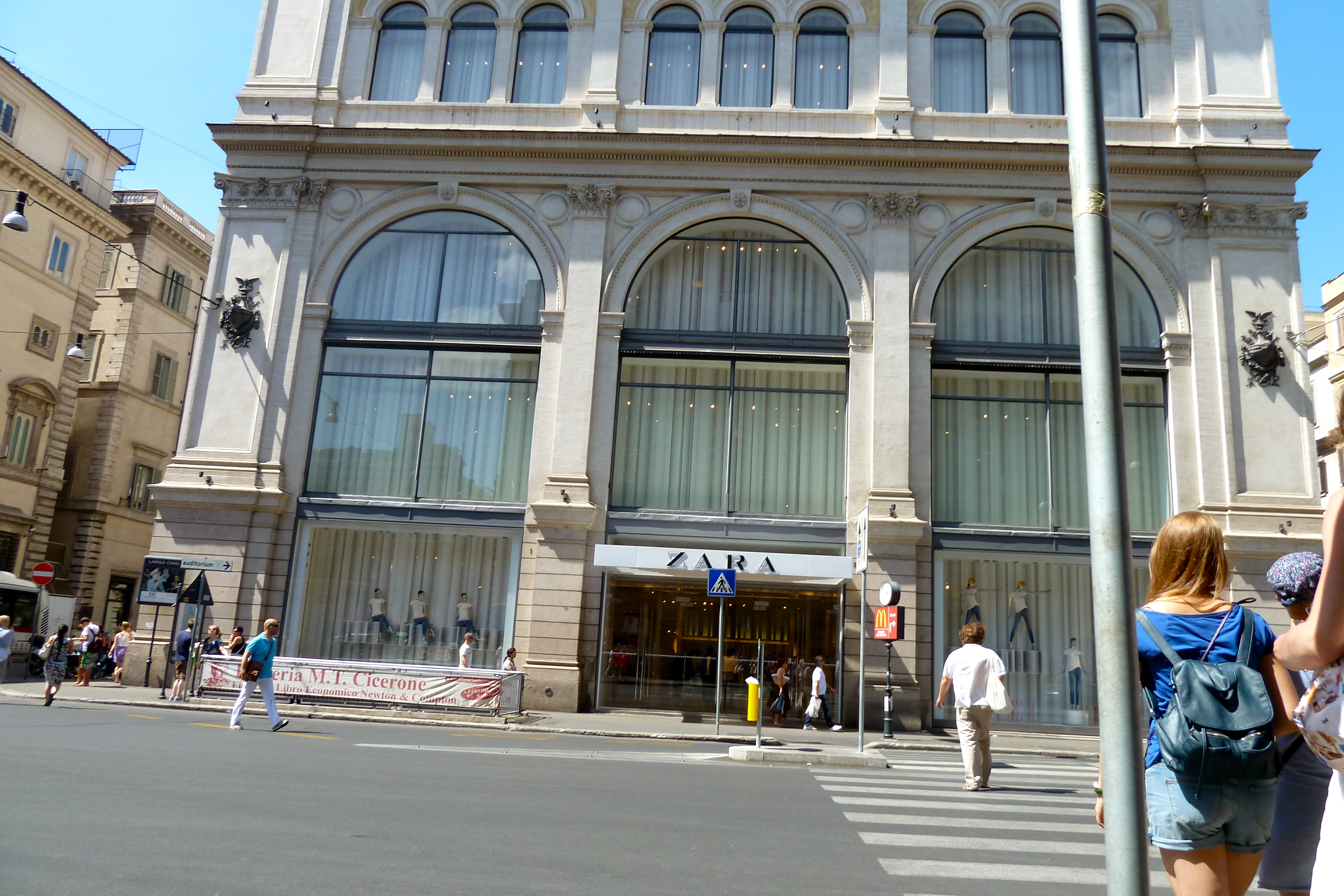
Roma, Italia
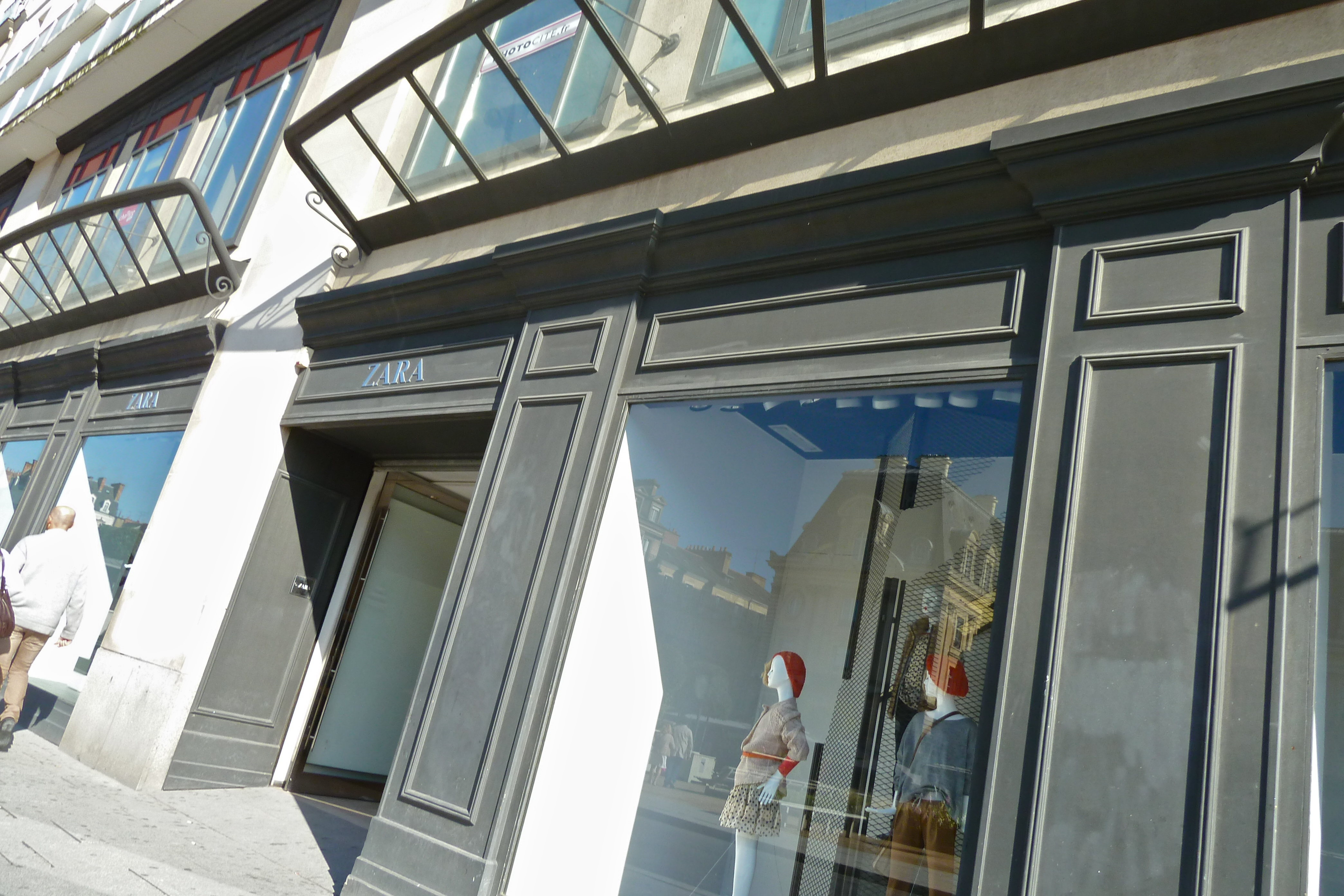
Rennes, Franța